# Картель
Картель  (фр. cartel «об'єднання, виклик на двобій» від італ. cartello «оголошення» від carta «папір» від лат. charta «папір» дав.-гр. χάρτης «лист папірусу») — об'єднання офіційно незалежних виробників однієї галузі, метою якого є збільшення їхнього колективного прибутку шляхом встановлення ціни, обмеження пропозиції чи іншої обмежувальної практики.
Сучасне антимонопольне законодавство забороняє картелі. Картельна змова (або «угода») протирічить статтям 101 та 102 Договору про функціонування Європейського союзу і відноситься до організованої злочинності.
На відміну від інших, стійкіших форм монополістичних структур (синдикати, трести, концерни), кожне підприємство, яке увійшло в картель, зберігає фінансову і виробничу самостійність. Об'єктами угоди можуть бути: ціноутворення, сфери впливу, умови продажу, використання патентів, регулювання обсягів виробництва, узгодження умов збуту продукції, найм робітників. Картелі діють, як правило, в рамках однієї галузі, їхнє існування ускладнює функціонування ринкових механізмів.

## Види картелів
- Міжнародний картель — угода (союз) монополій різних країн про розподіл ринків збуту, про встановлення монопольних цін, використання патентів та ін., найчастіше в рамках однієї галузі. Наприклад, ОПЕК — нафтовий картель.
- Субмісійний картель — об'єднує підприємців, в його рамках розподіляються загальні оферти пропозиції на державні замовлення; ставить своєю метою, щоб належні до нього підприємства під час тендерів при розміщенні державних замовлень отримували б у порядку черговості добавку за завищені ціни. Це досягається тим, що під час торгів всі члени картелю беруть участь у них пропонують продукцію за надзвичайно завищеною ціною. Часто картельною угодою передбачаються компенсаційні платежі «переможців» тендеру тим, хто «програв».
- Картель, що погоджує тільки єдині умови продажу (але не ціни) — встановлює для всіх підприємств-учасників визначені договором умови щодо їхніх гарантійних послуг, термінів поставок, умов оплати і т. д.
- Картель узгоджених розмірів знижок — визначає умови і розміри знижок підприємств-учасників.
- Картель мінімальних цін — визначає ціни, які в процесі торгівлі не можуть бути знижені.
- Картель єдиної ціни — встановлює єдині для всіх членів картелю ціни на ринку збуту. Такий картель можливо створити лише в тому випадку, якщо всі вхідні в нього підприємства мають приблизно однакову якість продукції, оскільки інакше попит концентрувався б на продукції вищої якості. Фактично у минулому більшість картелів єдиної ціни створювалися там, де група підприємств виробляла досить гомогенний, однорідний продукт (наприклад вугілля, сталь, цемент). Зазвичай приводом для створення картелю цього типу було падіння цін, яке відбувалося через виникнення в галузі надлишкових виробничих потужностей. Підприємства-члени картелю шляхом погодженого збивання ціни намагаються перемкнути попит на себе. Це часто приводить до того, що картель єдиної ціни перетворювався на квотовий картель
- Квотовий картель — виділяє кожному члену картелю певну квоту (частку) виробництва продукції, яка не може бути перевищена. При цьому має вироблятися лише така кількість продукції, що може бути реалізована за завищеними єдиними цінами. Крім того, квотовий картель рівномірно впливає на всі підприємства-учасники, примушуючи їх знижувати надлишкові виробничі потужності. Перевищення встановлених виробничих квот карається штрафом, визначеним картельною угодою. Однак, оскільки перевищення квот часто залишається непоміченим, квотовий картель зрештою трансформується або вливається в синдикат.
- Синдикат — «найжорсткіша» форма картелю. Реалізація продукції всіх учасників синдикату здійснюється за єдиними цінами виключно через центр з продажу, що належить синдикату. Таким чином всі підприємства-члени зобов'язані поставляти всю свою продукцію в синдикат, який завдяки цьому має можливість контролювати дотримання виробничих квот. Нелегальний продаж продукції окремими членами синдикату зупиняється за допомогою різноманітних заходів, аж до постійного контролю біля заводських воріт.
- Регіональний картель — угоди між підприємствами про територіальний поділ ринку збуту між продавцями, завдяки чому окремий продавець стає монополістом у своєму регіоні.
- Експортний картель — угода про умови збуту продукції на закордонних ринках.
- Імпортний картель — угода імпортерів всередині країни, спрямована проти іноземних фірм-експортерів.
- Картель спеціалізації — кожен його учасник зобов'язується виробляти один певний продукт або тип продуктів. Таким чином кожен член картелю отримує монопольне становище на ринку певної продукції.
- Картель структурних криз — угода, яка повинна забезпечити безболісне згортання виробничих потужностей при стійкому, не обумовленому кон'юнктурою скороченні збуту. Такого роду картельна угода укладається зазвичай під час циклічних спадів виробництва, в умовах, коли баланс попиту і пропозиції на продукцію галузі різко порушений (є великі запаси непроданої продукції), ціни падають нижче середньогалузевої собівартості і значне число підприємств галузі змушені припинити виробництво. У цьому випадку компанії узгоджують між собою масштаби зниження виробництва і недовантаження потужностей до тих пір, поки надлишок продукції не буде проданий.
- Об'єднання малих і середніх підприємств — служить для підвищення їхніх конкурентних шансів.

Картелі можуть переслідувати абсолютно різні цілі. Деякі з них створюються з наміром домогтися монопольної влади на ринку шляхом вибивання конкурентів, інші для того, щоб пробитися на новий ринок, треті — щоб вийти з кризи і т. д. Це ще раз підтверджує, що картелі можуть давати як негативний, так і позитивний економічний ефект, тому всі процеси, пов'язані з утворенням та діяльністю картелів підлягають законодавчому регулюванню і прямому державному контролю.

## Причини створення картелів
Людвіг фон Мізес, видатний представник Австрійської школи економіки, так описує причини створення картелів та трестів у своїй книзі «Соціалізм: економічний та соціологічний аналіз»:
Більшість картелів і трестів ніколи б не були створені, якби уряди не створили необхідні умови за допомогою протекціоністських заходів. Виробничі та торгові монополії виникли не завдяки тенденції, іманентно притаманній капіталістичній економіці, а завдяки урядовій інтервенціоністській політиці, спрямованій проти вільної торгівлі та laissez-faire.